# Ibér művészet

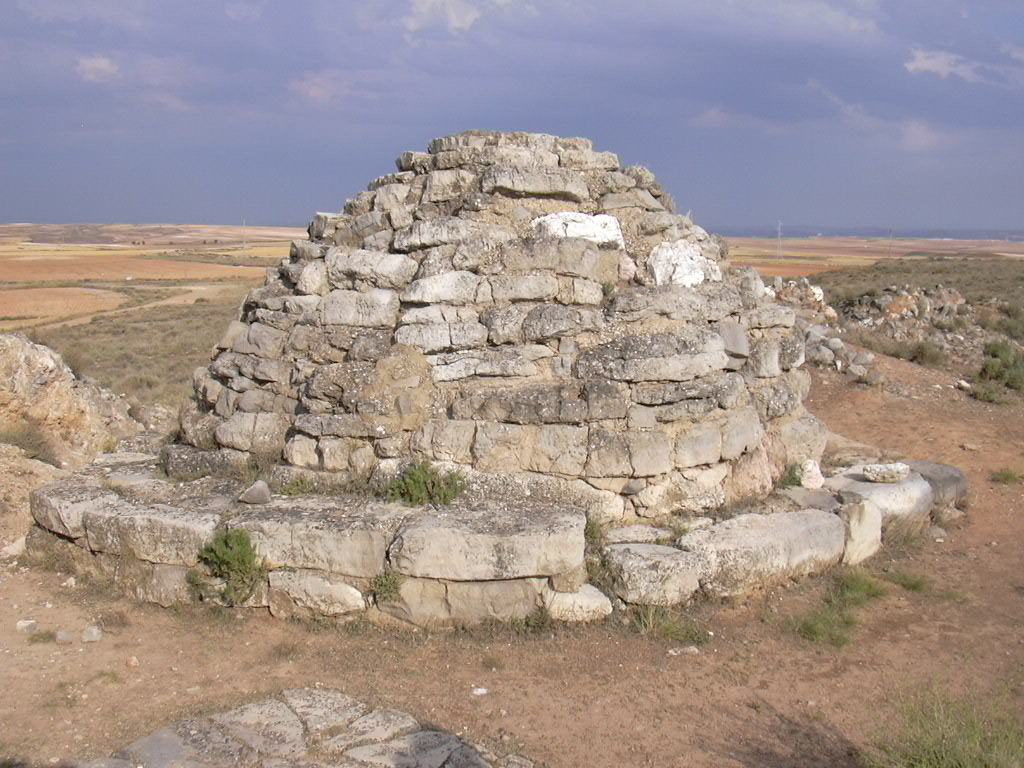
Sír Azailában

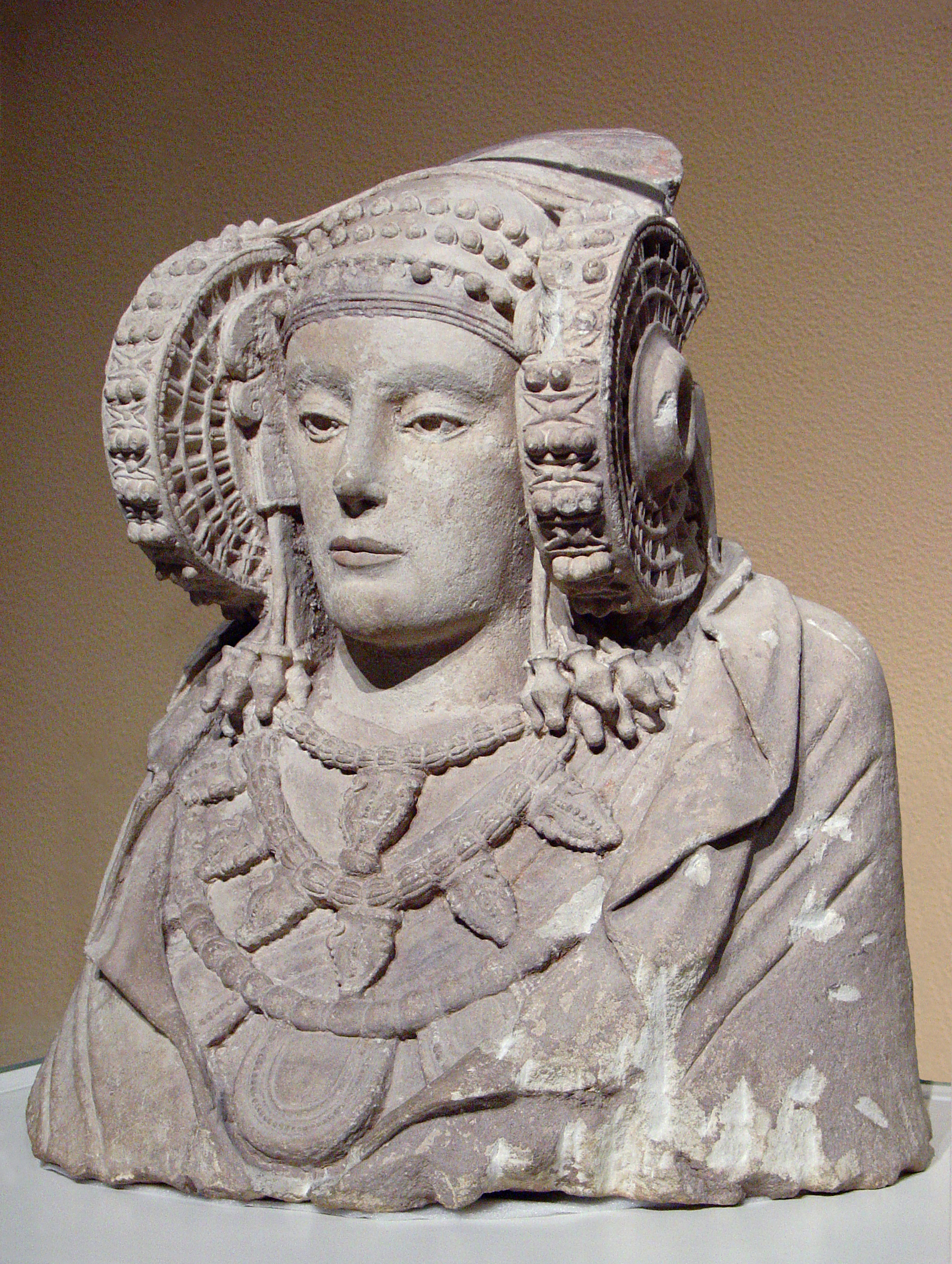
Elchei nő

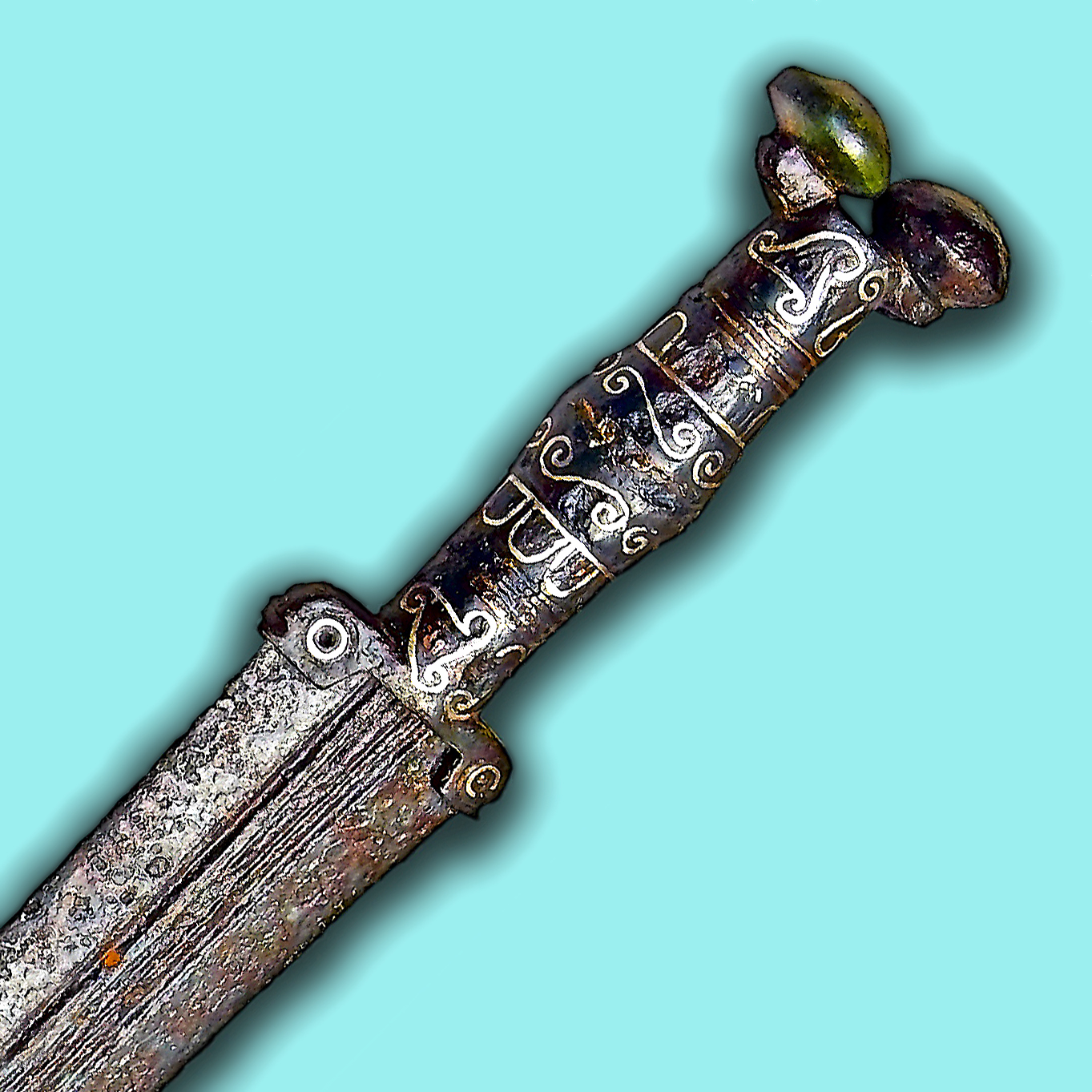
Ibér markolat

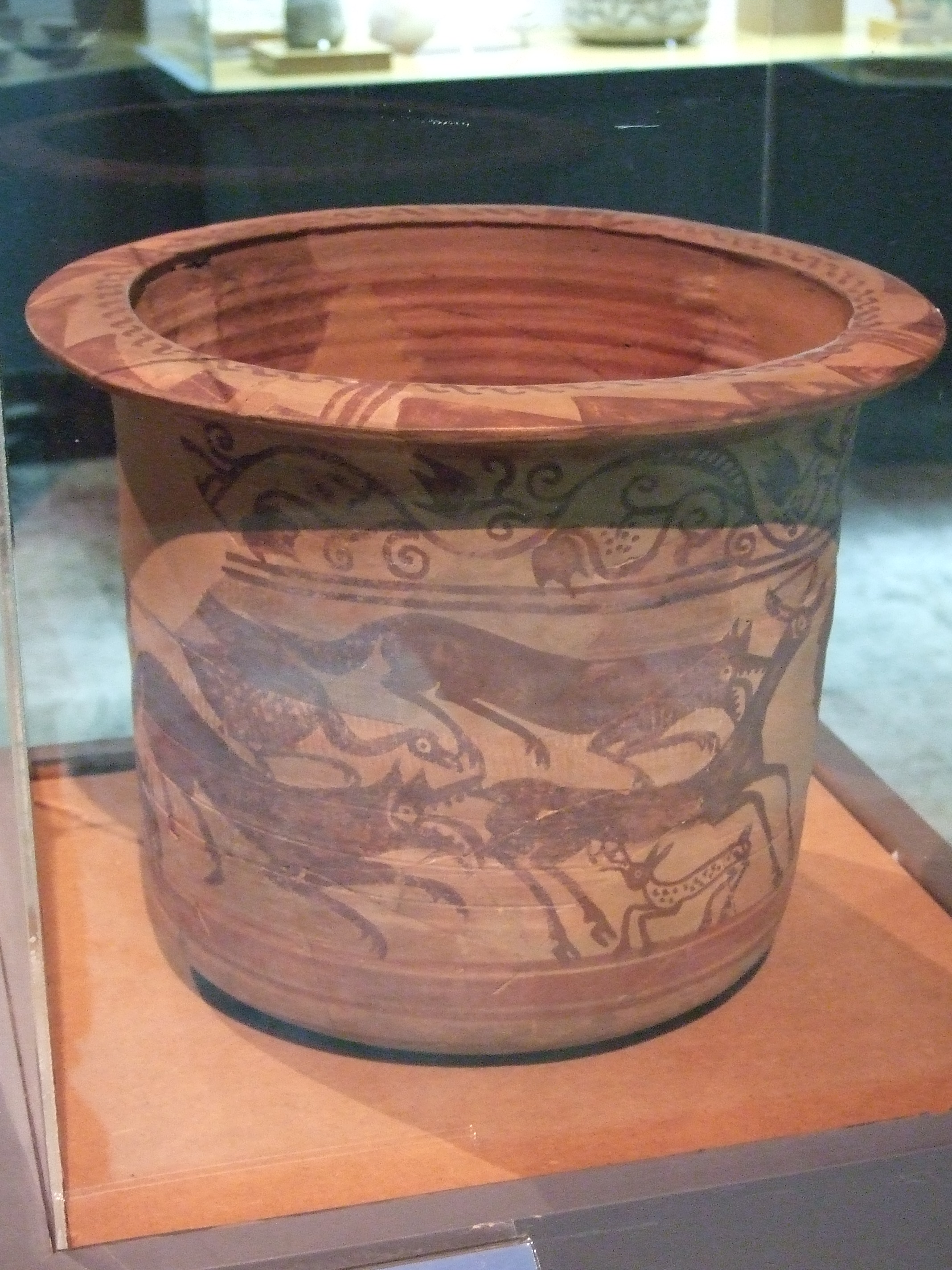
Ibér vázafestmény

Az ibérek a történelem rejtélyes népei közé tartoznak. Nem maradt fönn írásbeli emlék utánuk, így képet csak a római leírások és művészetük alapján lehet alkotni róluk. Művészetüket viszont nem lehet érteni mitológiájuk nélkül, ez azonban nem maradt fenn. Így az ibérekről szóló ismeretek máig hiányosak.
Az ibérek a Kr. e. 1. évezred elején megismerkedtek a föníciai s azon keresztül a görög művészettel. A görög hatás a gyarmatosítás alatt erősödött. Kr. e. 8. században így alakult ki egy orientalizáló művészet a Cádiz melletti Tartessosban.
Építészetüket néhány település romjai alapján ismerjük. Városfalaikat erősítették, lakóházaik egyszerűek voltak.
Szobrászatukat görög, itáliai és föníciai befolyások érték. Ennek ellenére a bronz és kerámia kisplasztika megmaradt egyszerű fogadalmi rendeltetésénél. Az ismertebb emlékek, mint az elchei nő, emberfejű bikák Balazote közelében feltételezések szerint az egykorú görög szobrászat hatása alatt készültek.
Festészetüket díszített kerámiák alapján ismerjük. Kezdetben csak geometrikus formák fordulnak elő, majd figurális ábrázolások is készülnek. A csata-, vadász- és táncjelenetes csészék a Kr. e. 4. évszázadtól készültek.
Fémművességük is fejlett volt, egyik legszebb emléke a „tivisai ezüsttál”.
Az ibérek mellett a Kr. e. 2-3. századtól kezdve megjelentek a kelták is a félszigeten, sajátos keverékkultúra, a keltibér kultúra jött létre. Az ibérek és keltibérek művészetét is elmosta a római hódítás. A területen római provinciális művészet jött létre, az ibérek eltűntek.